# مؤسسات خیریه حمایت از کودکان مبتلا به سرطان در ایران
مؤسسات خیریه حمایت از کودکان مبتلا به سرطان در ایران مؤسساتی اغلب مردم‌نهاد هستند که تحت نظر سامانهٔ هماهنگ‌سازی موسسات خیریه فعالیت می‌کنند. از این دست مؤسسات در شهرستان‌های مختلف ایران وجود دارد.

## مؤسسه خیریه محک
مؤسسه خیریه حمایت از کودکان مبتلا به سرطان (محک)، نام مؤسسه‌ای خیریه‌ایست که در سال ۱۳۷۰ با هدف اصلی حمایت از کودکان مبتلا به سرطان و خانواده‌های آن‌ها در تهران آغاز به کار کرد.

## مؤسسه خیریه کسا
مؤسسه خیریه حمایت از کودکان مبتلا به سرطان اصفهان (کسا)، نام مؤسسه‌ای خیریه‌ایست که با هدف اصلی حمایت از کودکان مبتلا به سرطان و خانواده‌های آن‌ها در اصفهان فعالیت می‌نماید.

## کانون خیریه زندگی به توان ۲
کانون خیریه زندگی به توان ۲ در سال ۱۳۸۲ و در دانشگاه مازندران (بابلسر) با هدف " تسکین آلام بشری، فارغ از رنگ، نژاد و مذهب " تأسیس گشت. بخش عمده‌ای از فعالیت‌های این خیریه به حمایت مادی و معنوی از بیماران مبتلا به سرطان اعم از تأمین هزینه‌های درمان، هزینه‌های معاشی بیماران تحت پوشش، برگزاری دوره‌های توانیابی و … اختصاص دارد. این خیریه با شعار " خداوندا بادا که بیشتر در پی تسلی دادن باشم تا تسلی یافتن " فعالیت‌های جنبی دیگری نیز همچون مدرسه سازی، طرح تعمیر تجهیز و نوسازی مدارس محروم، برگزاری ۵ شنبه‌های مهربانی (ویژه طرح دلجویی از سالمندان و معلولین)، اعطای سبد کالا به خانوارهای نیازمند، ایجاد فرصت‌های شغلی برای زنان سرپرست خانوار، تأمین کمک هزینه خانوارهای بی سرپرست و نیازمند و … در کارنامه و برنامه‌های جاری خود دارد. این خیریه هم چنین با برگزاری بازارچه‌های خیریه، برنامه‌های فرهنگی هنری شامل کنسرت، اجرای نمایش و … و توزیع توپ‌های رنگی زندگی به توان ۲ از مشارکت و حضور مردم در فعالیت‌های خیرخواهانه اش بهره می‌برد.

## مؤسسه خیریه مهرآیینان مهر
مؤسسه خیریه مهر آیینان مهر، مؤسسه‌ای خیریه‌ایست که از سال ۱۳۸۶ با هدف اصلی حمایت از کودکان مبتلا به سرطان و خانواده‌های آن‌ها در کرمانشاه فعالیت می‌نماید.

## مؤسسه فرهنگی هنری رستاک
رستاک نام گروه فرهنگی هنری به نفع کودکان مبتلا به سرطان و در معرض آسیب است. گروه فرهنگی هنری رستاک در سال ۱۳۸۸ تشکیل یافت.

## مؤسسه خیریه بهنام دهش پور
این مؤسسه در سال ۱۳۷۶ تأسیس شد و یک مؤسسه خیریه کمک به بیماران نیازمند مبتلا به سرطان است که درحقیقت نام جوان هموطن قهرمانی را بر خود دارد که در آغاز هفدهمین بهار زندگیش مبتلا به بیماری سرطان شد و سه سال بعد در گذشت. او پیش از درگذشت خود، پایه‌های مؤسسه خیریه‌ای را در بیمارستان شهدای تجریش بنا نهاد که دو سال بعد، به نام خود او تأسیس شد.

## مؤسسه بین‌المللی زنجیره امید
این مؤسسه در سال ۱۹۸۸ توسط  آلن دلوش در فرانسه پایه‌گذاری شد و هم‌اکنون در بسیاری از کشورها از جمله ایران، دارای شاخه‌هایی است.

## بنیاد حمایت از کودکان مستمند و سرطانی استان اردبیل
بنیاد خیریه حمایت از کودکان مستمند و سرطانی استان اردبیل، در سال ۸۱ با حضور جمعی از فرهیختگان و معتمدین شهر اردبیل با هدف کمک به ادامه تحصیل دانش آموزان نیازمند، بی سرپرست یا بد سرپرست تشکیل و از سال ۸۵ نیز پرداخت کلیه هزینه‌های درمانی کودکان مبتلا به سرطان زیر ۱۵ را اهم فعالیت‌های خود قرار داد.

## مؤسسه خیریه آرزو
آرزو مؤسسه خیریه حمایت از بیماران و کودکان مبتلا به سرطان در شهرستان پارس‌آباد مغان در اسفندماه ۱۳۸۶ تشکیل یافت.

## مؤسسه خیریه سنا
موسسه‌ای برای کمک به کودکان مبتلا به سرطان در خوزستان.

## جمعیت خیریه قلبهای سبز تبریز
جمعیت خیریه قلب‌های سبز مجوز اولیه خود را به عنوان یک تشکل غیرانتفاعی، غیردولتی و با اهداف آموزشی - تحصیلی از سازمان ملی جوانان در اردیبهشت ۱۳۸۰ اخذ کرده‌است. این جمعیت در تاریخ ۱۳۸۷/۱/۲۱ تحت شماره ثبت ۸۷۶ در اداره ثبت شرکت‌های تبریز و مالکیت غیردولتی مردم نهاد به ثبت رسیده و از تاریخ همان سال فعالیت‌های تخصصی خود را، در امر حمایت از دانش آموزان و دانشجویان مستعد کم‌بضاعت شروع کرده‌است.
جمعیت خیریه قلب‌های سبز با رایزنی‌ها و ارتباط گسترده‌ای که با مؤسسه محک تهران (مؤسسه حمایت از کودکان مبتلا به سرطان) داشته‌است توانسته از اواخر سال ۱۳۸۹ به عنوان یاور مؤسسه محک، کودکان مبتلا به سرطان تحت درمان در بیمارستان کودکان تبریز را از لحاظ هزینه‌های درمانی تحت پوشش خود درآورد و تاکنون مبالغ زیادی را با کمک و یاری مؤسسه محک برای درمان این عزیزان هزینه نماید. کودکان مبتلا به سرطان تحت درمان در بیمارستان کودکان تبریز، شامل کودکان تبریز، شهرستان‌ها و گهگاه استان‌های مجاور و همچنین کودکانی از کشورهای آذربایجان و نخجوان را شامل می‌شود.
همچنین این مؤسسه خیریه از ابتدای سال ۱۳۹۲ کودکان مبتلا به بیماری‌های شبه سرطانی (آنمی) تحت درمان در بیمارستان کودکان تبریز تحت پوشش حمایت‌های مادی و معنوی جمعیت خیریه قلب‌های سبز قرار گرفته‌اند.

## مؤسسه خیریه مشک
مؤسسه خیریه شفا جویان کودکان مبتلا به سرطان در اهواز موسسه‌ای است که به منظور کمک به درمان کودکان مبتلا به سرطان و تخفیف رنجهای آنان و والدینشان تأسیس شده‌است. هزینه‌های گزاف انجام این رسالت بزرگ از راه کمکهای مردمی مانند هدایا، اعانات، نذورات و حق عضویت افراد خیّر تأمین می‌گردد. این مؤسسه با عضویت افراد خیر و مشارک گروهی و فردی اقدام به جمع‌آوری کمک برای کودکان سرطانی اهواز را انجام می‌دهد.

مؤسسه خیریه شفا جویان کودکان مبتلا به سرطان (مشک) موسسه‌ای است غیرسیاسی، غیردولتی و مردمی که به همت گروهی از خانواده‌های کودکان مبتلا به سرطان و عده‌ای افراد خیر تشکیل و به انگیزه خدمتگزاری به کودکان معصوم مبتلا به سرطان و خانواده‌های دردمند آنان در سال ۷۹ تأسیس و در شهریور سال ۸۱ در اهواز به ثبت رسیده‌است.
مؤسسه مشک دارای اساسنامه، هیئت مدیره با وظایف معین، مجمع سالیانه، بازرسان و مقررات انضباطی است. این مؤسسه همواره با برپایی نمایشگاه و غرفه برای جمع‌آوری کمک‌های مالی اقدام کرده‌است. در این نمایشگاه‌ها آثار متعددی از خیرین هنرمند و صنعتگر صنایع دستی که با هدف کمک به کودکان سرطانی به مؤسسه خیریه شفا جویان کودکان مبتلا به سرطان اهدا می‌شود و این مؤسسه آن‌ها را به صورت نمایشگاه عرضه می‌کند و سود آن‌ها را برای بیماران هزینه می‌کند. این نمایشگاه‌ها اغلب در نگارخانه‌ها و پارک‌ها و نمایشگاه‌های مختلف برپا می‌شود.

## مؤسسه حمایت از کودکان مبتلا به سرطان قزوین
مؤسسه حمایت از کودکان مبتلا به سرطان قزوین با نام اختصاری مکس در سال ۱۳۹۳، یکسال پس از درخواست تقاضای تأسیس با ۱۱ نفر هیئت امنا با کسب مجوزهای لازم از مراجع ذی‌صلاح کشور و با هدف حمایت مالی، روحی و روانی کودکان مبتلا به سرطان فعالیت خود را جهت حمایت همه‌جانبه از کودکان مبتلا به سرطان وخانواده‌های ایشان آغاز کرده‌است. مؤسسه مکس یک سازمان مردم نهاد (غیردولتی)، غیر سیاسی وغیر تجاری است که با اهداف انسان دوستانه بدون در نظر گرفتن جایگاه قومی، مذهبی، نژادی و جنسیتی به ارائهٔ خدمات جامع کیفی رایگان به خانواده کودکان کم درآمد و نیازمندِ مبتلا به سرطان می‌پردازد.